# Rhinella jimi
Rhinella jimi es una especie de anfibios de la familia Bufonidae.
Es endémica de Brasil.
Su hábitat natural incluye bosques secos y húmedos tropicales o subtropicales, sabanas secas y húmedas, marismas de agua dulce, tierra arable, zonas de pastos y zonas previamente boscosas ahora muy degradadas.